# Jérôme Lindon (récit)
Jérôme Lindon est un court récit de souvenirs de Jean Echenoz paru le 4 octobre 2001 aux éditions de Minuit. Il s'attache à décrire le lien qui unit l'écrivain avec l'éditeur éponyme, mort quelques mois auparavant.

## Résumé
Ce livre est un court récit de Jean Echenoz consacré à sa relation personnelle avec Jérôme Lindon, éditeur emblématique et refondateur à partir de 1948 des éditions de Minuit – dont l'influence sur la littérature française va du Nouveau roman à ce qui est désormais considéré comme un esprit de famille ou un « style Minuit, » créé par Lindon –, écrit en sa mémoire quelques semaines après la mort de ce dernier le 9 avril 2001. Prenant une forme de tombeau littéraire, il décrit certains aspects et anecdotes de leur relation professionnelle puis amicale qui s'est établie à partir de 1979 avec l'entrée d'Echenoz en littérature et sa fidélité à sa maison d'édition notamment en raison de leurs liens tissés durant plus de vingt ans.

## Éditions et traduction
- Les Éditions de Minuit, 2001 (rééd. 2005, 2009),  (ISBN 978-2-7073-1774-2).
- (es) Jérôme Lindon. El autor y su editor, trad. María Teresa Gallego Urrutia, Madrid, Nørdica Libros, 2021  (ISBN 978-84-18451-30-0), 72 p.[3]